# 季什基夫卡 (海辛區)
48°47′40″N 29°35′13″E / 48.79444°N 29.58694°E
季什基夫卡（烏克蘭語：Тишківка），是烏克蘭的村落，位於該國西南部文尼察州，由海辛區負責管轄，始建於1600年，面積1.3平方公里，海拔高度241米，2001年人口226，人口密度每平方公里174.38人。